# هیولامرغ
هیولامرغ (نام علمی: Teratornis) سرده‌ای شامل دو گونه از پرندگان شکاری منقرض‌شده متعلق به تیره هیولامرغان است که در طول دوره پلیستوسن در آمریکای شمالی زندگی می‌کردند. سنگواره‌های هیولامرغ تا کنون در ایالات‌های کالیفرنیا، اورگن، نوادا، آریزونا و فلوریدا کشف شده است. این نوع پرنده شیوه زندگی شبیه رخ‌کرکس‌های امروزی داشت اما از آن‌ها بزرگ‌تر بود و گونه شاخص آن یعنی هیولامرغ مریامی حدود ۷۵ سانتی‌متر قد با فاصلهٔ دو سر بال بین ۳٫۵ تا ۳٫۸ متر داشت و وزن آن به حدود ۱۵ کیلوگرم می‌رسید.
گونه‌های هیولامرغ در پایان آخرین عصر یخبندان به دلیل تغییرات اقلیمی گسترده که باعث تغییر بافت اکوسیستم و نابودی بیشتر بزرگ‌زیاگان که منبع غذایی آن‌ها بودند منقرض شدند. رقابت بر سر غذا با قوش‌ها و عقاب‌ها نیز می‌توانسته در انقراض این پرندگان نقش داشته باشد. پس از هیولامرغ رخ‌کرکس کالیفرنیا توانست جایگزین آن شود زیرا جثه کوچک‌تر و رژیم غذایی متنوع‌تری داشت.

## نگارخانه

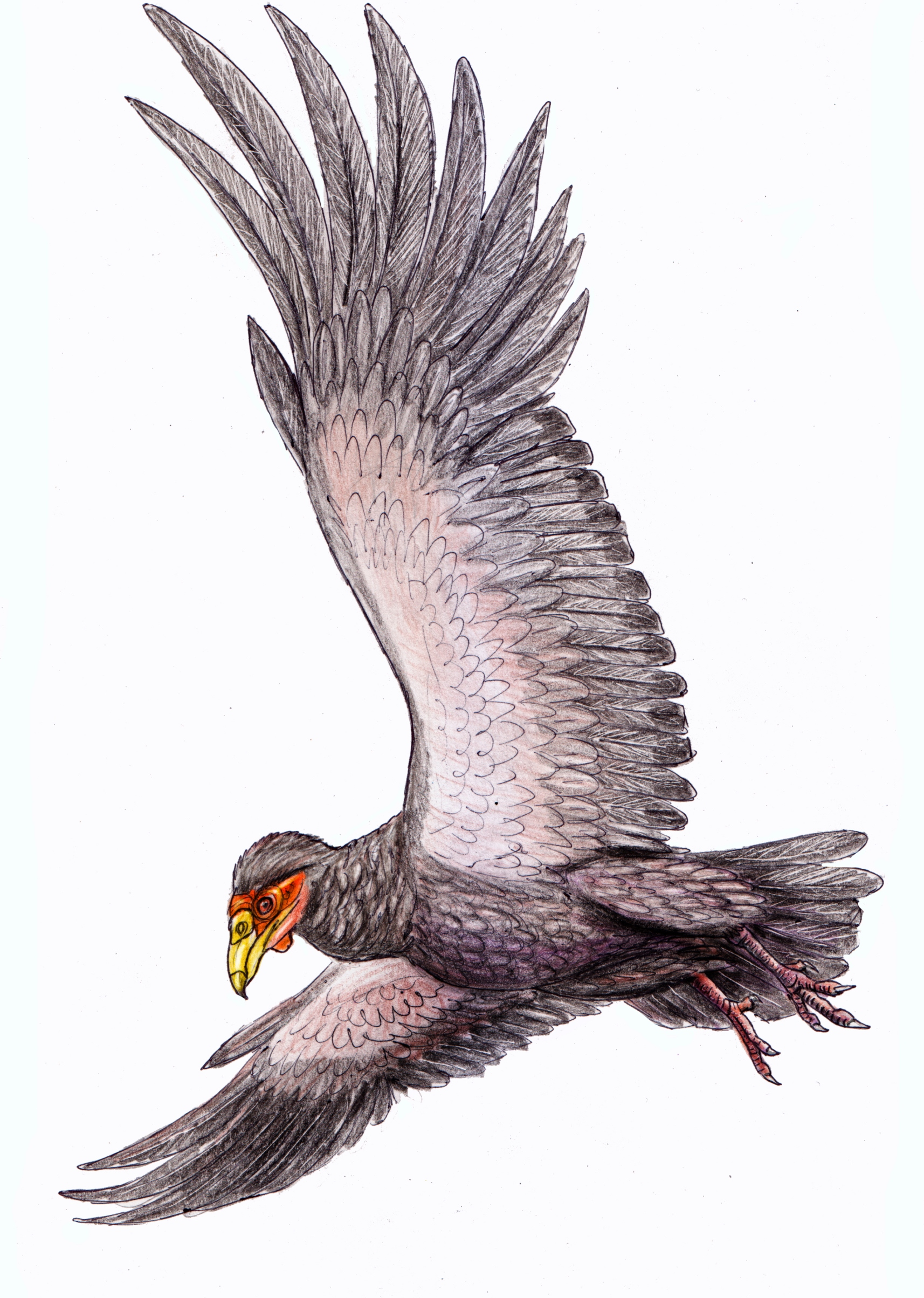
انگاشت هنری از هیولامرغ مریامی
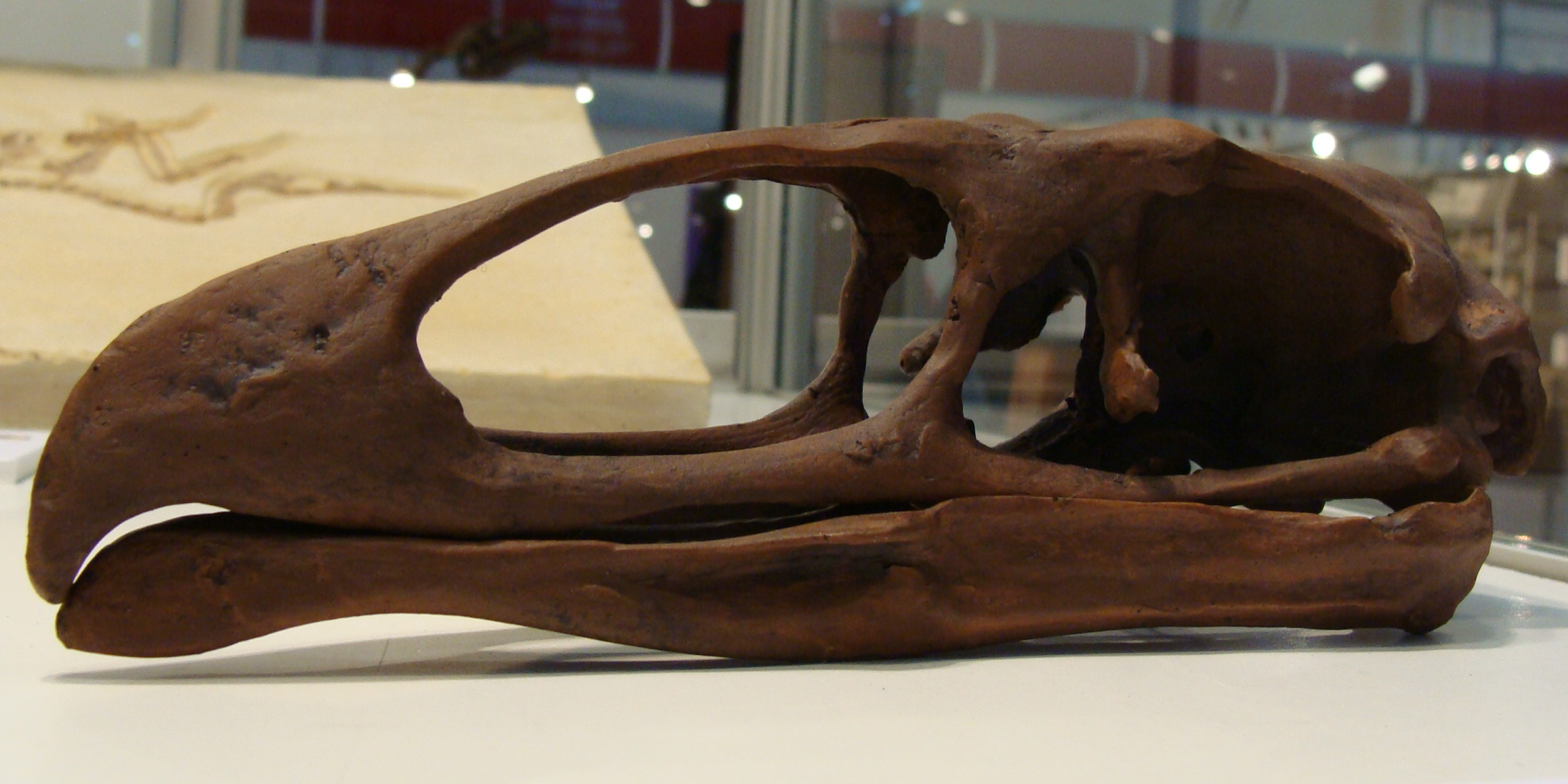
جمجمه یک هیولامرغ مریامی